# دوري آيسلندا الممتاز 1957
دوري آيسلندا الممتاز 1957 (بالآيسلندية: 1. deild karla í knattspyrnu 1957) هو الموسم 46 من  دوري آيسلندا الممتاز. أقيم خلال الفترة 10 يونيو 1957 وحتى 23 سبتمبر 1957، وكان عدد الأندية المشاركة فيه  6، وفاز فيه ابروتاباندلاج أكرانيس.